# Stretching out
Stretching out is het laatste muziekalbum van The Alan Bown!. Hierna restte nog Kick me out, een verzamelalbum. Alan Bown wilde de muziekgroep een jazzyer kant op sturen met langere soli voor de instrumentalisten. Dat vond geen genade bij oerlid Stan Haldane die de band na Listen verliet. Voor hem in de plaats kwam Andy Brown. Het album dat in de Island Studios is opgenomen laat inderdaad muziek horen die veel neigt naar Chicago (hun beginperiode) en Blood, Sweat & Tears, op één track na. Turning point, het nummer dat geschreven is door toekomstig Supertramp-lid Helliwell klinkt als een nummer van Frank Zappa uit die jaren; een hommage van Helliwell aan de complexe componist.
Nadat Bannister aangaf ook niet meer verder te willen vonden er in rap tempo nog personeelswisselingen. Brown verliet de band en werd vervangen door Dougie Thomson, later ook Supertramp.

## Musici
Tevens is aangegeven wat de heren verder gingen doen
- Gordon Neville – zang (ging zingen bij Elton John en Rick Wakeman)
- Alan Bown – trompet (ging spelen bij Jonesy, Columbia Records)
- Jeff Bannister – toetsinstrumenten
- John Helliwell – saxofoons, klarinet (ging spelen bij Supertramp)
- Tony Catchpole – gitaar
- Andy Brown – basgitaar, zang (ging spelen bij Nick Heyward en Courtney Pine)
- Vic Sweeney – slagwerk (ging spelen bij Kevin Coyne en begon een geluidsstudio Alvic Studio)

## Muziek
| Nr. | Titel                                 | Duur |
| --- | ------------------------------------- | ---- |
| 1.  | The messenger                         |      |
| 2.  | Find a melody                         |      |
| 3.  | Up above my hobby horse’s head        |      |
| 4.  | Turning point                         |      |
| 5.  | Build me a stage                      |      |
| 6.  | Stretching out                        |      |
| 7.  | Thru the night (bonustrack cd-versie) |      |